# C.C.N.M. Brockdorff
Christian Christoffer Nikolaus Magnus Brockdorff (født 10. juli 1798 i Rendsborg, død 26. marts 1877 i Varde) var en dansk møller og politiker.
Brockdorff blev født i Rendsborg i Holsten som søn af kaptajn Henrik von Brockdorff og Maria Elisabeth Ahlefeldt-Laurvigen. Familien flyttede til Viborg i 1805. Han blev bestyrer af farens mølle Åmølle i Gudum Sogn ved Lemvig i 1820 og overtog møllen i 1827. Han besad det Brockdorffske Pengefideikommis fra 1859.
Brockdorff var medlem af sogneforstanderskabet 1848-1853 og blev dets formand i 1856. Han var medlem af amtsrådet i Ringkøbing Amt 1854-1859 og var stændersuppleant til Den nørrejydske Stænderforsamling i Viborg.
Han stillede op til valget til Den Grundlovgivende Rigsforsamling i 1848 i Lemvig men tabte valget til gårdejer Ole Kirk. Han var medlem af Folketinget valgt i Ringkøbing Amts 2. valgkreds (Lemvigkredsen) fra 27. maj 1853 til 20. juni 1859. Han forlod Folketinget da han blev valgt til Landstinget og blev efterfulgt i Folketinget af grev Sigismund Schulin. Brockdorff var medlem af Landstinget valgt i 8. kreds fra 20. juni 1859 til 18. oktober 1866. Ved valget i 1859 blev han valgt ved omvalg efter en af de oprindeligt 4 valgte i kredsen nægtede at modtage valget. Han blev genvalgt i juni 1866 og genopstillede ikke ved valget i oktober 1866.